# 甲望
甲望（英語：Kabong）是砂拉越木中省实拉卓县甲望副县的县城，前属诗里阿曼省。甲望面临南中国海，位于克连安河口边，海产丰盛。当地居民多数从事种植椰子及捕鱼业，加工后的鱼产远销国外者有虾和水母。小镇渔业也出产剌壳鱼，居民从鱼身上取出鱼卵，盐淹后做为饭佐料，此鱼卵产量极为稀罕，曾经每公斤售价高达数百元马币。
这座海滨小镇拥有宽阔又美丽的沙滩，遍地布满各类螺壳。沙滩海边亦建度假屋，时常有人组团游玩甲望。

小镇上有三排木板店屋，一所政府中学（SMK Kabong），以及两所小学，分别是阿邦呂曼国小（SK Abang Leman）和甲望中华公学。此外也有一间诊疗所、一间邮政局及警察局。
甲望距离泗里街镇约一小时车程，有85公里，实拉卓镇则是63公里。